# 吏部主事
吏部主事是中国古代的一种官名。北魏时置尚书主事令史，为令史的首脑，是“主事”一名之始。明清时中央设六部，部的主管官为尚书，其副职为侍郎，部下设司，司的主管官为郎中，其副职为员外郎，再下一级即为主事。清代除六部外，内务府、理藩院亦设主事。瞿蜕园《历代职官简释》云：“主事一名在各代有不同的意义。至金代才开始以主事列为正官，选用士流，其职务虽以文牍杂务为主，但也分掌郎中、员外之职。明代将主事的官阶从从七品提升为从六品，清代又升为正六品，于是与郎中、员外正式并列为六部司官。主事在明代非但列为司员，而且往往在部司中握有实权，而外官的知县还以内升主事为荣。清代进士出身的，除翰林外，分部候选主事也算较好的出路，经一定年限后，必能补缺，递升员外、郎中。”于此可见主事一衔历史演变之大概及其在明清时代职责之颇为重要。